# مینا محمدیان‌فر
مینا محمّدیان‌فر (۱۵ اردیبهشت ۱۳۷۶ در شیراز) از بازیگران و کارگردان تئاتر اهل ایران است.

## زندگی
مینا محمّدیان‌فر از هنرمندان فعال در عرصه تئاتر و سینمای هرمزگان است. او در نمایش‌هایی همچون «و باز از نیستان تا...» که در آذرماه ۱۳۹۸ در بندرعباس به روی صحنه رفت، به ایفای نقش پرداخته است. همچنین، در اسفندماه ۱۴۰۱، فیلم «آوای دیوارهای شهر» به کارگردانی او موفق به دریافت لوح تقدیر و جایزه نقدی در بخش فیلم تجربی جشنواره فیلم اردیبهشت هرمزگان شد. علاوه بر این، در انتخابات اخیر هیئت‌مدیره انجمن سینماگران هرمزگان، خانم محمدیان‌فر به عنوان بازرس علی‌البدل انتخاب شد. از دیگر فعالیت‌های او می‌توان به بازی در نمایش «آمیگدال» اشاره کرد که در مهرماه ۱۳۹۶ در پلاتو آفتاب بندرعباس اجرا شد. مینا محمدیان فر در سال ۲۰۲۵ با فیلم کوتاه صدای سکوت به عنوان برگزیده نهایی جشنواره فیلم تایوان انتخاب شد و نامزد دریافت جایزه بزرگ این فستیوال گردید. همچنین، او به همین مناسبت دعوت‌نامه‌ای از کشور تایوان دریافت کرد.